# 尼古拉·法蒂奥·丢勒
尼古拉·法蒂奥·丢勒 FRS（1664年2月16日—1753年5月10日）是一位瑞士數學家、自然哲學家、天文學家、發明家和宗教運動家。法蒂奧出生於巴塞爾，大部分時間在當時獨立的日內瓦共和國長大，他是該共和國的公民，之後在英國和荷蘭度過了他成年後的大部分時間。法蒂奧因與喬瓦尼·多梅尼科·卡西尼合作，正確解釋黃道光這一天文現象而知名。他提出法蒂奧重力理論，與克里斯蒂安·惠更斯和艾薩克·牛頓關係密切，並在萊布尼茲-牛頓微積分爭論中發揮作用。他還發明並開發了第一種用於製造機械錶和鐘錶的珠寶軸承的方法。
法蒂奧於24歲時被選為倫敦皇家學會院士，但他從未獲得他早期成就和關係所承諾的地位和聲譽。1706年，他參與一個千禧年主義的宗教教派，在倫敦被稱為「法國預言家」，第二年他因參與出版該教派領導人埃利·馬里昂（Élie Marion）的預言而被以煽動罪銬上頸手枷示眾。法蒂奧作為傳教士與法國先知們一起旅行，最遠到過士麥那，1713年回到荷蘭，最後在英國定居。他的極端宗教觀點損害了他的知識界聲譽，但法蒂奧繼續從事技術、科學和神學研究，直到他89歲時逝世。

## 外部連結
- Fatio de Duillier, N.: De la cause de la Pesanteur, 1690–1701, Bopp edition. On pp. 19–22 is an introduction by Bopp (in German). Fatio's paper starts at the end of p. 22 (in French).
- Fatio de Duillier, N.: De la Cause de la Pesanteur, 1690–1743, Gagnebin edition. For an introduction by Gagnebin, see Introduction
- Fatio de Duillier, N.: "Letters no. 2570 （页面存档备份，存于）, pp. 384–389 and 2582 （页面存档备份，存于）, pp. 407–412, 1690, Huygens Oeuvres, Vol. IX. These letters contain the first written expositions of his gravitational theory. Huygens gave an answer in letter no. 2572 （页面存档备份，存于）)
- MathPages – Nicolas Fatio and the Cause of Gravity